# Campodea
Campodea és un gènere d'hexàpodes de l’ordre Diplura. Són petits, blancs i tenen dos llargs cercs ("cues") al final del cos.
L'espècie més coneguda, Campodea staphylinus, té una àmplia distribució a gran part d'Europa. Viu en llocs humits sota pedres, arbres caiguts o en fustes i fulles podrides. Hi ha 134 espècies descrites a Campodea.

## Taxonomia
Aquestes 134 espècies pertanyen al gènere Campodea:
- Campodea alluvialis Sendra g
- Campodea anacua Wygodzinsky, 1944 i c g
- Campodea anae Sendra & Teruel g
- Campodea apennina Ramellini, 1998 g
- Campodea apula Silvestri, 1912 g
- Campodea aristotelis Silvestri, 1912 g
- Campodea arrabidae Wygodzinski, 1944 g
- Campodea augens Silvestri, 1936 g
- Campodea aurunca Ramellini, 1990 g
- Campodea azkarraga Sendra, 2006 g
- Campodea barnardi Silvestri, 1932 g
- Campodea basiliensis Wygodzinsky, 1941 g
- Campodea blandinae Condé, 1948 g
- Campodea boneti Silvestri, 1932 g
- Campodea californiensis Hilton, 1932 i c g
- Campodea campestre Ionescu, 1955 g
- Campodea catalana Denis, 1930 g
- Campodea chardardi Condé, 1947 g
- Campodea chica Wygodzinsky, 1944 i c g
- Campodea chionea Rusek, 1966 g
- Campodea codinai Silvestri, 1932 g
- Campodea colladoi Silvestri, 1932 g
- Campodea coniphora Wygodzinski, 1941 g
- Campodea consobrina Condé & Mathieu, 1958 g
- Campodea correai Wygodzinsky, 1944 i c g
- Campodea corsica Condé, 1947 g
- Campodea cyrnea Condé, 1946 g
- Campodea delamarei Condé & Mathieu, 1958 g
- Campodea denisi Wygodzinsky, 1941 g
- Campodea devoniensis Bagnall, 1918 g
- Campodea donensis Rusek, 1965 g
- Campodea egena Conde, 1951 g
- Campodea emeryi Silvestri, 1912 g
- Campodea epirotica Conde, 1984 g
- Campodea escalerai Silvestri, 1932 i c g
- Campodea essigi Silvestri, 1933 i c g
- Campodea eurekae Hilton, 1932 g
- Campodea folsomi Silvestri, 1911 i c g
- Campodea fragilis Meinert, 1865 i c g
- Campodea franzi Conde, 1954 g
- Campodea frascajensis Condé, 1946 g
- Campodea frenata Silvestri, 1931 g
- Campodea galilaea Wygodzinsky, 1942 g
- Campodea gardneri Bagnall, 1918 g
- Campodea gestroi Silvestri, 1912 g
- Campodea giardi Silvestri, 1912 g
- Campodea goursati Condé, 1950 g
- Campodea grallesiensis Sendra & Conde, 1987 g
- Campodea grassii Silvestri, 1912 g
- Campodea hannahae Allen, 1995 i c g
- Campodea hauseri Conde, 1978 g
- Campodea howardi Silvestri, 1911 i c g
- Campodea insidiator Bareth and Conde, 1958 i c g
- Campodea insulana Condé, 1953 g
- Campodea jolyi Condé, 1948 g
- Campodea kellogi Silvestri, 1912 i c g
- Campodea kerni Hilton, 1932 g
- Campodea kervillei Denis, 1932 g
- Campodea lagardei Wygodzinsky, 1944 i c g
- Campodea lamimani Silvestri, 1933 i c g
- Campodea lankesteri Silvestri, 1912 g
- Campodea leclerci Bareth, 1985 g
- Campodea linsleyi Conde and Thomas, 1957 i c g
- Campodea lubbocki Silvestri, 1912 i c g
- Campodea ludoviciana Conde and Geeraert, 1962 i c g
- Campodea lusitana Wygodzinski, 1944 g
- Campodea machadoi Conde, 1951 g
- Campodea magna Ionescu, 1955 g
- Campodea majorica Conde, 1954 g
- Campodea malpighii Silvestri, 1912 g
- Campodea maya Silvestri, 1933 i c g
- Campodea meinerti Bagnall, 1918 i c g
- Campodea merceti Silvestri, 1932 g
- Campodea michelbacheri Conde and Thomas, 1957 i c g
- Campodea minor Wygodzinski, 1944 g
- Campodea monspessulana Condé, 1953 g
- Campodea montana Ionescu, 1955 g
- Campodea montgomeri Silvestri, 1911 i c g
- Campodea monticola Conde and Thomas, 1957 i c g
- Campodea montis Gardner, 1914 i c g
- Campodea morgani Silvestri, 1911 i c g
- Campodea navasi Silvestri, 1932 g
- Campodea neuherzi Conde, 1996 g
- Campodea neusae Sendra & Moreno, 2006 g
- Campodea oredonensis Condé, 1951 g
- Campodea ottei Allen, 2002 i c g
- Campodea pachychaeta Condé, 1946 g
- Campodea pagesi Condé & Mathieu, 1958 g
- Campodea patrizii Conde, 1953 g
- Campodea pempturochaeta (Silvestri, 1912) i c g
- Campodea pieltaini Silvestri, 1932 g
- Campodea plusiocaheta Silvestri, 1912 g
- Campodea plusiochaeta (Silvestri, 1912) i c g
- Campodea portacoeliensis Sendra & Jimenez, 1986 g
- Campodea posterior Silvestri, 1932 g
- Campodea pretneri Conde, 1974 g
- Campodea procera Condé, 1948 g
- Campodea propinqua Silvestri, 1932 g
- Campodea pseudofragilis Conde, 1984 g
- Campodea pusilla Condé, 1956 g
- Campodea quilisi Silvestri, 1932 g
- Campodea redii Silvestri, 1912 g
- Campodea remyi Denis, 1930 g
- Campodea repentina Conde and Thomas, 1957 i c g
- Campodea rhopalota Denis, 1930 i c g
- Campodea ribauti Silvestri, 1912 g
- Campodea rocasolanoi Silvestri, 1932 g
- Campodea rossi Bareth and Conde, 1958 i c g
- Campodea ruseki Conde, 1966 g
- Campodea sarae Sendra & Teruel g
- Campodea sardiniensis Bareth, 1980 g
- Campodea schultzei Silvestri, 1933 i c g
- Campodea scopigera Conde and Thomas, 1957 i c g
- Campodea sensillifera Condé & Mathieu, 1958 g
- Campodea silvestrii Bagnall, 1918 g
- Campodea silvicola Wygodzinski, 1941 g
- Campodea simulans Bareth and Conde, 1958 i c g
- Campodea simulatrix Wygodzinski, 1941 g
- Campodea spelaea Ionescu, 1955 g
- Campodea sprovierii Silvestri, 1933 g
- Campodea staphylinus Westwood, 1852 i c g
- Campodea subdives Silvestri, 1932 g
- Campodea suensoni Tuxen, 1930 g
- Campodea taunica Marten, 1939 g
- Campodea taurica Silvestri, 1949 g
- Campodea teresiae Conde and Thomas, 1957 i c g
- Campodea tuxeni Wygodzinski, 1941 g
- Campodea usingeri Conde and Thomas, 1957 i c g
- Campodea vagans Wygodzinsky, 1944 i c g
- Campodea vihorlatensis Paclt, 1961 g
- Campodea wallacei Bagnall, 1918 g
- Campodea westwoodi Bagnall, 1918 g
- Campodea wygodzinskii Rusek, 1966 g
- Campodea zuluetai Silvestri, 1932 g

Fonts de les dades: i = ITIS, c = Catalogue of Life, g = GBIF, b = Bugguide.net